# Freeburg (Illinois)
Freeburg és una població dels Estats Units a l'estat d'Illinois. Segons el cens del 2000 tenia 3.872 habitants.

## Demografia
Segons el cens del 2000, Freeburg tenia 3.872 habitants, 1.414 habitatges, i 1.063 famílies. La densitat de població era de 468,6 habitants/km².
Dels 1.414 habitatges en un 39,2% hi vivien nens de menys de 18 anys, en un 60,1% hi vivien parelles casades, en un 11,7% dones solteres, i en un 24,8% no eren unitats familiars. En el 21,9% dels habitatges hi vivien persones soles el 10,5% de les quals corresponia a persones de 65 anys o més que vivien soles. El nombre mitjà de persones vivint en cada habitatge era de 2,65 i el nombre mitjà de persones que vivien en cada família era de 3,08.
Per edats la població es repartia de la següent manera: un 27,1% tenia menys de 18 anys, un 6,9% entre 18 i 24, un 29,3% entre 25 i 44, un 22% de 45 a 60 i un 14,6% 65 anys o més.
L'edat mediana era de 38 anys. Per cada 100 dones de 18 o més anys hi havia 86,7 homes.
La renda mediana per habitatge era de 51.434 $ i la renda mediana per família de 57.632 $. Els homes tenien una renda mediana de 37.857 $ mentre que les dones 27.929 $. La renda per capita de la població era de 19.851 $. Aproximadament el 6,1% de les famílies i el 5,7% de la població estaven per davall del llindar de pobresa.

## Poblacions properes
El següent diagrama mostra les poblacions més properes.